# Maria Benedita de Bragança
Maria Benedita de Bragança (Maria Francisca Benedita Ana Isabel Antónia Lourença Inácia Teresa Gertrudes Rita Rosa; 25 de julho de 1746 – 18 de agosto de 1829) foi uma infanta portuguesa e filha mais nova do rei D. José I de Portugal e de sua esposa Mariana Vitória da Espanha.

## Início de vida
Dona Maria Benedita nasceu em Lisboa e recebeu seu nome em homenagem ao Papa Bento XIV. Ela recebeu uma educação esmerada; Foi educada em música por Davide Perez e em pintura por Domingos Sequeira. Um painel feito por ela e pela sua irmã ainda pode ser visto na Basílica da Estrela.

## Casamento
Na sua juventude, pensou-se em casá-la com Fernando VI, Rei de Espanha, José II, Imperador do Sacro Império Romano e com Carlos, Príncipe das Astúrias. Em 21 de fevereiro de 1777, casou-se com o sobrinho D. José, Príncipe da Beira, herdeiro de D. Maria I, então Princesa do Brasil. Eles não tiveram filhos, no entanto Benedita teve dois abortos: um em 1781 e outro em 1786.
Três dias depois do casamento, o pai de Benedita, o rei D. José I, morreu e Maria o sucedeu como rainha reinante. O infante José tornou-se o novo príncipe herdeiro, recebendo os títulos Príncipe do Brasil e Duque de Bragança. Benedita tornou-se Princesa do Brasil.

## Últimos anos e morte

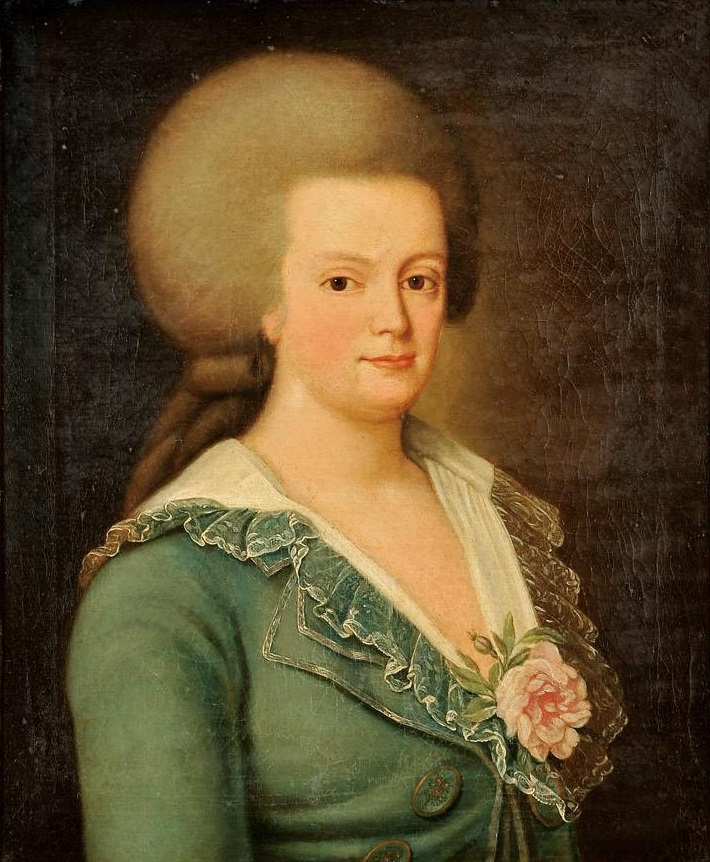
Pintura de autor desconhecido que mostra Benedita

Em 1788 seu marido José morreu e Benedita tornou-se Princesa viúva do Brasil, como passou a ser conhecida até o resto de sua vida. Em contraste com outras mulheres que fundaram conventos e igrejas, fundou o Asilo de Inválidos Militares de Runa. A princesa seguiu a família real em sua transferência para o Brasil em 1808.
Benedita morreu em Lisboa e foi enterrada no Panteão da Dinastia de Bragança na Igreja de São Vicente de Fora. Benedita foi a última neta sobrevivente de D. João V de Portugal.